# Valley of Flowers
Valley of Flowers ist ein in indisch-französisch-japanisch-deutsch-schweizerischer Koproduktion entstandenes Liebesdrama des Regisseurs Pan Nalin aus dem Jahr 2006. Die Inszenierung um ein entzweites Liebespaar, dessen Zusammenkunft sich über zwei Jahrhunderte hinzieht, ist der zweite abendfüllende Spielfilm Nalins basierend auf Motiven des Romans Liebeszauber und schwarze Magie: Abenteuer in Tibet (Original: Magie d'amour et magie noire) von Alexandra David-Néel.
Der mit sechs Millionen US-Dollar budgetierte Film wurde an Originalschauplätzen im Himalaja, sowie in Japan gedreht. Die Produktion wurde erstmals am 15. Juli 2006 in Indien aufgeführt, lief anschließend auf diversen Filmfestivals, bevor sie in die Videoauswertung kam. Die deutsche DVD-Erstveröffentlichung erfolgte am 23. November 2007.

## Handlung
Anfang des 19. Jahrhunderts. Der draufgängerische Wegelagerer Jalan überfällt mit seiner bewaffneten Bande Karawanen entlang viel bereister Handelsstraßen in den Hochebenen des Himalaya. Bei einem dieser erfolgreichen Raubzüge begegnen die Gesetzlosen der mysteriösen Ushna, die sich ihnen bereitwillig anschließt. Der Bandenchef verliebt sich unsterblich in die junge Frau, die sich ihm ihrerseits auf mystische Weise verbunden fühlt. Um die misstrauischen Gefolgsleute Jalans zu besänftigen, geleitet die selbstbewusste Schönheit die Männer an eine geheime Passstraße, wodurch sich weitere Gelegenheiten für ertragreiche Beutezüge ergeben. Die Liebesbeziehung zwischen Ushna und Jalan führt in der Folgezeit immer wieder zu Zerwürfnissen zwischen den abergläubischen Männern. Das Paar, dessen Liebe laut einer Prophezeiung unter keinem guten Stern zu stehen scheint, handelt mehr und mehr egoistisch und entfremdet sich so von der Gruppe, die letztlich daran zerbricht.
Die Liebenden leben in ihrer eigenen magischen Sphäre, die reale Welt verliert an Bedeutungslosigkeit. Hierzu versucht Ushna mit unerlaubten Praktiken, mit dunkler Magie als auch mit buddhistischen Ritualen jene düstere Vorhersage zu beeinflussen, um das Schicksal doch noch zum Besseren zu wenden. Auf dem Weg ins „Tal der Blumen“, wo Ushna bis zu ihrem Ableben verweilen will, werden die beiden vom weisen Yeti, eine Art Wächter, und dessen Kopfgeldjägern gestellt. Yeti hat die Aufgabe, das durch die Umtriebe des Paares gebrachte Ungleichgewicht der Natur wiederherzustellen. Dennoch überwindet Jalan im Beisein Yetis durch einen magischen Trank die Sterblichkeit, während das Unsterblichkeitselixier bei Ushna fehlschlägt, und sie von einer Kugel Jalans niedergestreckt wird. Der Wegelagerer ist nun zu ewiger Einsamkeit verdammt. Jalan irrt daraufhin über Jahrhunderte und Landesgrenzen bis ins heutige Tokio.
In Japan ist Jalan inzwischen ein umstrittener Arzt der Valley of Flowers Corporation, einer Institution, die Schwerkranken aktive Sterbehilfe gewährt. Hier begegnet er seiner früheren Geliebten, einer reinkarnierten japanischen Nachtklubsängerin, deren Seele inzwischen mehrmals gewandert ist. Die Frau erkennt ihren einstigen Liebhaber, obgleich sie sich an Einzelheiten ihrer früheren irdischen Existenz nicht mehr erinnern kann. Obwohl von Selbstmordgedanken geplagt, fasst die Sängerin neuen Lebensmut. Am Ende des Films begegnet das Paar Yeti, der die beiden abermals vom Gesetz der Vergänglichkeit des irdischen Lebens unterrichtet. Wenig später wird Jalan von einem LKW voller Schnittblumen erfasst und tödlich verletzt. Die trauernde Ushna bleibt allein zurück. Das Gleichgewicht ist wieder hergestellt.

## Kritiken
Das Lexikon des internationalen Films schrieb, der Film bemühe sich mit „teils überwältigenden Bildern […], den Glauben an die Wiedergeburt mit einem Diskurs über Sterbehilfe zu verbinden.“ Der Film produziere jedoch „unfreiwillige Komik“ und „scheitere an der im letzten Drittel allzu abstrusen Geschichte.“

## Auszeichnungen
Los Angeles Indian Film Festival
- 2007: Publikumspreis in der Kategorie Bester Spielfilm für Pan Nalin